# Oswald Heer
Oswald Heer (født 31. august 1809 i Niederutzwyl i Kanton Sankt Gallen, død 27. september 1883 i Lausanne) var en schweizisk botaniker, entomolog og fytopalæontolog.
Heer studerede i Halle teologi og naturvidenskab og blev 1831 præsteviet i Sankt Gallen. I 1832 opgav han definitivt teologien og drog til Zürich for ganske at hellige sig naturvidenskaberne. I 1834 blev han docent, snart efter ekstraordinær og 1852 ordinær professor i botanik ved universitetet i Zürich, 1855 tillige professor ved den tekniske højskole sammesteds. Disse embeder varetog han til 1882, da han nedlagde dem for at kunne anvende sin tilbagestående tid og sine kræfter til videnskabelige arbejder.
Heer har skrevet talrige og vigtige arbejder over Schweiz højfjeldsflora, de tertiære insekter fra Oeningen (ved Boden-søen) og Radoboj (Kroatien), samt det ypperlige populære værk Die Urwelt der Schweiz (1865), der altid vil stå som en mønstergyldig populær behandling af et stort og omfattende geologisk emne, lige udmærket ved sit prægtige, billedrige sprog og sin solide kundskabsmasse.
Det er dog den utrættelige og ofte geniale bearbejdelse af Schweiz og Polarlandenes fossile planter, som er hans største og vigtigste videnskabelige bedrift; han var utvivlsomt sin tids første kender af tertiærtidens planteverden. Hans første store arbejde på dette område var Flora tertiaria Helvetiæ (1855—59), i hvilket han beskriver ikke mindre end 920 arter og viser en imponerende skarpsindighed og lærdom.
Hans livs hovedbedrift var dog det berømte værk Flora fossilis arctica (1868—83), 7 bind med 398 tavler, hvori beskrives og afbildes fossile Planter fra kul-, jura-, kridt- og tertiærtiden fra Grønland, Island, Spitsbergen, Beeren Island, Andø, Grinneil Land, Melville Land, Mackenziefloden, Alaska, Sachalin og Sibirien. Det vigtige spørgsmål om Polarlandenes klima i tidligere jordperioder behandles her udførligt og grundigt, og nye, epokegørende synspunkter for plantegeografien resulterede af hans utrættelige arbejder.
Heer påviste, at den arktiske zone i tidligere jordperioder havde været dannelsescentrum for en mængde slægter, der så senere, efterhånden som det arktiske klima blev koldere og koldere, bredte sig stråleformet ud til forskellige dele af den nordlige halvkugle. Også den danske polarforskning har nydt godt af hans arbejde, idet han blandt andet bearbejdede de rige samlinger, som Dr. Steenstrup hjembragte fra Nordvestgrønland; hans sidste arbejde blev netop Flora fossilis grønlandica (1883), der fremtræder som 7. bind af Flora fossilis arctica.
Selv om visse enkeltheder i Heers arbejder er blevne korrigerede af senere forskere, og selv om nogle af hans slutninger måske var for vidtgående, hans tro på de fossile planters beviskraft med hensyn till tidligere jordperioders klimatiske enkeltheder måske noget for sangvinsk, vil dog hans hovedresultater altid stå fast og være af grundlæggende betydning for vort kendskab til tidligere jordperioders planteverden, klima og fysiske geografi overhovedet, og for vor forståelse af nutidens plantegeografiske forhold.
Heerodden på Svalbard er opkaldt efter Oswald Heer.

### Fodnoter
1. ↑  "Heerodden (Svalbard)" (engelsk). Norwegian Polar Institute. Arkiveret fra originalen 9. november 2013. Hentet 22. april 2014.

 Der er for få eller ingen kildehenvisninger i denne artikel, hvilket er et problem. Du kan hjælpe ved at angive troværdige kilder til de påstande, som fremføres i artiklen.